# FIBA Asia Champions Cup 2008
La FIBA Asia Champions Cup 2008 è stata la diacianovesima edizione della massima competizione continentale per club di basket dell'Asia organizzata dalla FIBA Asia, la FIBA Asia Champions Cup. 
Il torneo, a cui hanno preso parte 10 squadre provenienti da altrettante nazioni, si è svolto in Kuwait dall'8 al 19 maggio 2008, presso il Fajhan Hilal Al-Mutairi Court di Al Kuwait dove si sono giocate tutte le partite.
La competizione inizialmente sarebbe dovuta terminare il 16 maggio, ma la morte dell'emiro del Kuwait Sa'd I al-'Abd Allah al-Salim Al Sabah il 13 maggio, ha sfatto slittare la fine del torneo al 19 maggio; il comitato organizzativo decise inoltre di annullare le sfide per i posizionamenti dal 5º al 10º posto.

## Squadre Qualificate
Dieci squadre, provenienti dalle varie sottozone della FIBA Asia, si affrontarono nella competizione.
| Asia Centrale | Asia Orientale | Golfo Persico  | Asia Meridionale | Sud-East asiatico | Asia Occidentale    |
| ------------- | -------------- | -------------- | ---------------- | ----------------- | ------------------- |
| CSKA Almaty   |                | Al Wasl        | ONGC             | Amartha Hangtuah  | Saba Battery Tehran |
|               |                | Al-Rayyan Doha |                  |                   | Al-Riyadi Beirut    |
|               |                | Al-Qadisiya    |                  |                   | Zain Club           |
|               |                | Al-Muharraq    |                  |                   |                     |

## Fase a gironi
Tutte le partite si sono giocate secondo l'orario locale (UTC+3)

### Gruppo A
| Squadra          | Par. | V | S | PF  | PS  | PD   | Pun. |
| ---------------- | ---- | - | - | --- | --- | ---- | ---- |
| Al-Riyadi Beirut | 4    | 4 | 0 | 339 | 246 | +93  | 8    |
| Al-Rayyan Doha   | 4    | 3 | 1 | 350 | 289 | +61  | 7    |
| CSKA Almaty      | 4    | 2 | 2 | 267 | 298 | −31  | 6    |
| Zain Club        | 4    | 1 | 3 | 316 | 297 | +19  | 5    |
| Amartha Hangtuah | 4    | 0 | 4 | 200 | 342 | −142 | 4    |

Fonte: Goalzz.com

### Group B
| Squadra             | Par. | V | S | PF  | PS  | PD   | Pun. |
| ------------------- | ---- | - | - | --- | --- | ---- | ---- |
| Al Wasl             | 4    | 4 | 0 | 417 | 352 | +65  | 8    |
| Saba Battery Tehran | 4    | 3 | 1 | 424 | 320 | +104 | 7    |
| Al-Muharraq         | 4    | 2 | 2 | 348 | 335 | +13  | 6    |
| Al-Qadisiya         | 4    | 1 | 3 | 327 | 293 | +34  | 5    |
| ONGC                | 4    | 0 | 4 | 241 | 457 | −216 | 4    |

Fonte: Goalzz.com

## Fase Finale

### Tabellone principale
|  | Quarti di finale 16 Maggio | Quarti di finale 16 Maggio | Quarti di finale 16 Maggio |                |             | Semifinali 18 Maggio | Semifinali 18 Maggio | Semifinali 18 Maggio |  |  | Finale 19 Maggio | Finale 19 Maggio    | Finale 19 Maggio |
|  |                            |                            |                            |                |             |                      |                      |                      |  |  |                  |                     |                  |
|  | B4                         | Al-Qadisiya                | 80                         |                |             |                      |                      |                      |  |  |                  |                     |                  |
|  | A1                         | Al-Riyadi Beirut           | 91                         |                |             |                      |                      |                      |  |  |                  |                     |                  |
|  | A1                         | Al-Riyadi Beirut           | 91                         |                | A1          | Al-Riyadi Beirut     | 68                   |                      |  |  |                  |                     |                  |
|  |                            |                            |                            |                | A1          | Al-Riyadi Beirut     | 68                   |                      |  |  |                  |                     |                  |
|  |                            | A3                         | Saba Battery Tehran        | 70             |             |                      |                      |                      |  |  |                  |                     |                  |
|  | B2                         | A3                         | Saba Battery Tehran        | 70             | CSKA Almaty | 77                   |                      |                      |  |  |                  |                     |                  |
|  | B2                         |                            |                            |                | CSKA Almaty | 77                   |                      |                      |  |  |                  |                     |                  |
|  | A3                         | Saba Battery Tehran        | 88                         |                |             |                      |                      |                      |  |  |                  |                     |                  |
|  |                            |                            |                            |                |             |                      |                      |                      |  |  | A3               | Saba Battery Tehran | 82               |
|  |                            |                            | A2                         | Al-Rayyan Doha | 75          |                      |                      |                      |  |  |                  |                     |                  |
|  | B3                         | Al-Muharraq                | 84                         |                |             |                      |                      |                      |  |  |                  |                     |                  |
|  | A2                         | Al-Rayyan Doha             | 95                         |                |             |                      |                      |                      |  |  |                  |                     |                  |
|  | A2                         | Al-Rayyan Doha             | 95                         |                | A2          | Al-Rayyan Doha       | 81                   |                      |  |  |                  |                     |                  |
|  |                            |                            |                            |                | A2          | Al-Rayyan Doha       | 81                   |                      |  |  |                  |                     |                  |
|  |                            | B1                         | Al Wasl                    | 57             |             |                      |                      |                      |  |  |                  |                     |                  |
|  | A4                         | B1                         | Al Wasl                    | 57             | Zain Club   | 75                   |                      |                      |  |  |                  |                     |                  |
|  | A4                         |                            |                            |                | Zain Club   | 75                   |                      |                      |  |  |                  |                     |                  |
|  | B1                         | Al Wasl                    | 84                         |                |             |                      |                      |                      |  |  |                  |                     |                  |

### Finale Terzo posto
| Al Kuwait 19 maggio 2008, ore 19:00 UTC+3 Finale Terzo posto                                                         | Al-Riyadi Beirut | 82 – 85 (29-20, 44-41, 63-65) referto | Al Wasl | Fajhan Hilal Al-Mutairi Court |
| \| \| \| \| \| Vogel 28 el-Khatib 26 \| Punti \| 30 Lamizana 22 Ahmad 15 Al-Zaabi \| \| \| Rimbalzi \| 9 Lamizana \| |                  |                                       |         |                               |
| |                  |                                       |         |                               |
| Vogel 28 el-Khatib 26                                                                                                | Punti            | 30 Lamizana 22 Ahmad 15 Al-Zaabi      |         |                               |
| | Rimbalzi         | 9 Lamizana                            |         |                               |

### Finale
| Al Kuwait 19 maggio 2008, ore 21:00 UTC+3 Finale                                              | Saba Battery Tehran | 82 – 75 (16-15, 29-39, 61-53) referto | Al-Rayyan Doha | Fajhan Hilal Al-Mutairi Court (3.876 spett.) |
| \| \| \| \| \| Tate 30 Muoneke 26 Haddadi 18 \| Punti \| 29 Chatfield 15 Ismail 12 Johnson \| |                     |                                       |                |                                              |
|                                                                                               |                     |                                       |                |                                              |
| Tate 30 Muoneke 26 Haddadi 18                                                                 | Punti               | 29 Chatfield 15 Ismail 12 Johnson     |                |                                              |

| FIBA Asia Champions Cup 2008  |
| ----------------------------- |
| Saba Battery Tehran 2º Titolo |

## Classifica finale
| Posizione           | Squadra             | Record |
| ------------------- | ------------------- | ------ |
|                     | Saba Battery Tehran | 6–1    |
|                     | Al-Rayyan Doha      | 5–2    |
|                     | Al Wasl             | 6–1    |
| 4°                  | Al-Riyadi Beirut    | 5–2    |
| Eliminate ai quarti |                     |        |
|                     | Al-Muharraq         | 2–3    |
|                     | CSKA Almaty         | 2–3    |
|                     | Al-Qadisiya         | 1–4    |
|                     | Zain Club           | 1–4    |
| Eliminate ai gironi |                     |        |
|                     | Amartha Hangtuah    | 0–4    |
|                     | ONGC                | 0–4    |

## Premi

### Riconoscimenti individuali
| Riconoscimento                       | Giocatore        | Squadra             | Note  |
| ------------------------------------ | ---------------- | ------------------- | ----- |
| FIBA Asia Champions Cup MVP          | Gabe Muoneke     | Saba Battery Tehran | [ 4 ] |
| FIBA Asia Champions Cup Best Guard   | Eric Chatfield   | Al-Rayyan Doha      | [ 4 ] |
| FIBA Asia Champions Cup Best Forward | Gabe Muoneke     | Saba Battery Tehran | [ 4 ] |
| FIBA Asia Champions Cup Best Center  | Hervé Lamizana   | Al Wasl             | [ 4 ] |
| FIBA Asia Champions Cup Best Coach   | Tab Shain Mehran | Saba Battery Tehran | [ 4 ] |

### Quintetti ideali
| All-FIBA Asia Champions Cup First Team | All-FIBA Asia Champions Cup First Team | All-FIBA Asia Champions Cup Second Team | All-FIBA Asia Champions Cup Second Team |
| -------------------------------------- | -------------------------------------- | --------------------------------------- | --------------------------------------- |
| DaJuan Tate                            | Saba Battery Tehran                    | Wael Arakji                             | Al-Riyadi Beirut                        |
| Eric Chatfield                         | Al-Rayyan Doha                         | Samad Nikkhah                           | Saba Battery Tehran                     |
| Gabe Muoneke                           | Saba Battery Tehran                    | Rah-Shun Roberts                        | Al-Muharraq                             |
| Fadi el-Khatib                         | Al-Riyadi Beirut                       | Alpha Bangura                           | Al-Qadisiya                             |
| Hervé Lamizana                         | Al Wasl                                | Ismail Ahmad                            | Al-Riyadi Beirut                        |